# Uroobovella europaea
Uroobovella europaea es una especie de arácnido del orden Mesostigmata de la familia Urodinychidae.

## Distribución geográfica
Se encuentra en Alemania y Bélgica.